# 祝楼乡
祝楼乡，是中华人民共和国河南省新乡市原阳县下辖的一个乡镇级行政单位。

## 行政区划
祝楼乡下辖以下地区：
祝楼村、口里村、东圈村、小胡庄村、王录村、西胡庄村、夹堤村、姚村、卞庄村、种庄村、北胡庄村、新城村、蒙城村、西圈村、大胡庄村、宋楼村和西闫庄村。